# Legetøj
Et legetøj er et objekt, hvis primære anvendelse er at blive leget med. Legetøj bliver sædvanligvis associeret med børn og kæledyr, men det er ikke usædvanligt, at voksne og nogle ikke-kæledyr leger med legetøj. Mange genstande er fremstillet som legetøj, mens andre er fremstillet med andre formål. De kan også fungere som legetøj. Et barn kan samle en sten og træstykker  og ring og forestille sig, at det er dyr eller en flyvemaskine. En kat kan lege med en garnnøgle. Noget legetøj er lavet til samlere, og det bliver der sjældent leget med.
Legetøjs oprindelse er forhistorisk: dukker forestillende børn, dyr eller soldater og miniaturefremstillinger af de voksnes værktøj er fundet af arkæologer. Oprindelsen til ordet toy (engelsk ord for legetøj) er ukendt, men det formodes at være blevet anvendt første gang i det 14. århundrede.
Legetøj og spil er generelt en vigtig del af at lære om verdenen og  vokse op. Unge og børn anvender legetøj og spil til at opdage deres identitet, hjælpe deres krop til at blive stærkere, lære årsag og virkning, udforske mellemmenneskelige forhold og opøve de færdigheder, de behøver som voksne. Voksne anvender legetøj og spil til at danne og styrke sociale bånd, oplære unge, kunne huske lektioner fra deres egen ungdom, træne deres hjerne og krop, opøve færdigheder, som ikke anvendes så tit, og pynte deres boliger. Legetøj er mere end simpel underholdning; og legetøj, og måden det bruges på, har stort indflydelse på mange af livets aspekter.
Ervhervsmagasinet Forbes kårede i 2000 LEGO som århundredets legetøj.
Flere museer er specialiseret i legetøj, de såkaldte legetøjsmuseer af bestemte typer som dukker eller biler, eller fra særlige perioder. I Danmark findes adskillige museer heriblandt Legetøjsmuseet i Den Gamle By og Legetøjsmuseet ved Ejegod Mølle i Nykøbing Falster samt de tidligere Danmarks Legetøjsmuseum på Valdemar Slot og Nordsjællands Legetøjsmuseum. LEGO House i Billund, hvor der også findes en fabrik og forlystelsesparken Legoland Billund Resort, er opført som museum specifikt for LEGO.

## Galleri
- Rubiks cube, der blev opfundet i 1974 og som der er solgt over 300 mio. eksemplarer af.
- En slinky eller trappefjeder til at lege på trappen med.
- Hund som har grebet en frisbee.